# Ain't No Peace
Ain't No Peace è il primo extended play del cantautore statunitense Akon, pubblicato il 31 luglio 2020 e composto da 7 tracce con tematiche sociali.

## Tracce
1. New Life – 4:38
2. Sweet Love – 3:20
3. Letter To My Son – 4:04
4. System Ain't For Us – 3:40
5. Ain't No Peace – 3:15
6. Get Out – 3:47
7. Remember – 3:51